# Banka Mizrachi-Tfachot
Banka Mizrachi-Tfachot (hebrejsky: בנק מזרחי טפחות, Bank Diskont Mizrachi-Tfachot, anglicky: Bank Mizrahi-Tfahot, zkratka na telavivské burze MZTF) je izraelská banka.

## Popis
Byla založena jako akciová společnost 6. června 1923. Byla napojena na sionistické náboženské hnutí Mizrachi. Od roku 1963 je obchodována na Telavivské burze cenných papírů.
Podle dat z roku 2010 byla Banka Mizrachi-Tfachot čtvrtým největším bankovním ústavem v Izraeli podle výše celkových aktiv. Banku majetkově ovládají Ofer Group a Wertheim Group s podílem přes 47 %. Zbytek je upsán na telavivské burze. Banka má 166 poboček v Izraeli (včetně 33 poboček Banky Jahav, kterou Banka Mizrachi-Tfachot nedávno ovládla a která je sama o sobě devátým největším bankovním domem v zemi). Operuje rovněž v osmi zemích Evropy a Ameriky. Ředitelem banky je Eli'ezer Jones.